# Tydemania navigatoris
Tydemania navigatoris är en fiskart som beskrevs av Weber 1913. Tydemania navigatoris ingår i släktet Tydemania och familjen Triacanthodidae. Inga underarter finns listade i Catalogue of Life.